# Antonín Barcal
Antonín Jan Barcal (též Barzal nebo Anton Ivanovič Barcal), (25. května 1847 České Budějovice – 24. června 1927 Šumperk) byl český pěvec, režisér a pedagog.

## Kariéra
Zpěv studoval od roku 1865 ve Vídni, tam také roku 1867 poprvé vystupoval na koncertě Všeslovanského spolku. Po návratu do Prahy vystupoval v Prozatímním divadle. V roce 1870 poprvé vystupoval v Rusku, následně zpíval tenor v kyjevské opeře. Následovalo angažmá v Petrohradě a opět v Kyjevě.
V letech 1878–1902 byl členem souboru Velkého divadla v Moskvě, od roku 1882 i režíroval.
V letech 1898–1921 byl vedoucím operní třídy na moskevské konzervatoři. Do Čech se vrátil již nemocen v roce 1921.
Zemřel 24. června 1927 v Šumperku a byl pohřben na zdejším městském hřbitově. Jeho hrob v podobě náhrobku z neopracovaného nízkého kamene se později stal kulturní památkou.
V Českých Budějovicích je po něm pojmenována ulice na sídlišti Máj, trolejbusová zastávka tamtéž a zastávka ve hře Simt Simulator.